# Torre del Castillo de Yabio
La Torre del Castillo de Yabio o Yavio está situado en la parroquia de Perlora en el concejo asturiano de Carreño.

## Historia
Se cree que el castillo de Yabio se erigió durante el reino de Asturias sobre otra construcción anterior de época romana. El castillo fue perdiendo importancia constatándose la existencia de sus murallas hasta el siglo XVII.

## Descripción
Se conserva actualmente solo una pared de una de las torres del castillo. Su estado es de abandono, cubierto de vegetación y con peligro de derrumbe.